# Arhimedov zakon
Arhimedov zakon nazvan je po Arhimedu (grč. Ἀρχιμήδης), (oko 287.-212. pr. Kr.) iz Sirakuze koji je prvi otkrio ovaj zakon, a koji glasi:
Tijelo uronjeno u tekućinu lakše je za težinu istisnute tekućine.
Hidrostatski tlak koji djeluje s gornje strane tijela (sl. 1) je manji od hidrostatskog tlaka s donje strane (sl. 2). Razlika tih dvaju tlakova rezultira silom koja tjera tijelo prema gore, to jest čini ga lakšim (sl. 3). Tu silu koja djeluje na tijelo uronjeno u tekućinu zovemo uzgon.
Arhimedov zakon za plutajuća tijela glasi:
Kada tijelo pluta na površini tekućine, težina mu je jednaka težini tekućine što je istisnuta onim dijelom tijela koji se nalazi ispod razine tekućine.

## Objašnjenje
Postoji anegdota (prema Vitruviusu) koja govori kako je Arhimed otkrio da zlatna kruna, napravljena za kralja Hierona ll., nije od čistog zlata. Kada je zlatna kruna u obliku lovorovog vijenca napravljena, od Arhimeda je zatraženo da utvrdi je li kruna od čistog zlata ili je nečasni zlatar umiješao i srebro. Pri tom nije smio oštetiti krunu. Problem je bio kako odrediti volumen (obujam) krune pomoću kojeg bi se uz poznatu masu, odredila gustoća zlata. Rješenje je došlo za vrijeme kupanja. Primijetio je da se ulaskom u kadu podigla razina vode. Shvatio je da je to način kojim bi se mogao izračunati i obujam krune. Dijeljenjem mase krune s njenim obujmom izračunala bi se gustoća metala u kruni. Manja gustoća od gustoće zlata značilo bi da je zlatu dodano srebro. Našavši rješenje problema, bio je toliko uzbuđen da je, zaboravivši se obući, istrčao iz kade na ulicu, vičući Heureka! (grč. εὕρηκα!) - Našao sam!.
Zbog malog volumena zlatne krune praktično bi bilo teško izmjeriti porast nivoa istisnute vode u posudi. Ali princip hidrostatskog tlaka (prethodna slika), danas poznat kao Arhimedov zakon i opisan u njegovoj raspravi O plutajućim tijelima, mogao je poslužiti u rješavanju ovog problema. Po njemu, masa istisnute tekućine razmjerna (proporcionalna)  je njenom obujmu. Znači ako dva tijela iste mase, a različitog obujma, uronimo u tekućinu (sl. 4) tijelo većeg obujma istiskuje više tekućine, trpi
veći uzgon i postaje lakše od tijela manjeg obujma i vaga više nije vodoravna. Ovim je dokazano da tijelo većeg obujma (zlatna kruna) ima manju gustoću (zbog dodanog srebra). 

### Uzgon u vodi
Statički uzgon (oznaka Fu) je sila kojom fluid (tekućina ili plin) djeluje na uronjeno fizikalno tijelo suprotno smjeru gravitacije: 
{\displaystyle F_{u}=\rho \cdot g\cdot V},
ovisi o obujmu (volumenu) tijela V, gustoći fluida u koji je tijelo uronjeno ρ i gravitacijskom ubrzanju g. 
Na tijelo uronjeno u fluid djeluje hidrostatski tlak jednak u svim smjerovima: 
{\displaystyle p_{H}=\rho \cdot g\cdot h}
gdje je: ρ - gustoća tekućine, g - ubrzanje sile teže, h - visina stupca tekućine (fluida).
Sile koje na uronjeno tijelo djeluju bočno se poništavaju, sile koje na tijelo djeluju prema dolje manje su od sila koje djeluju prema gore zbog većeg hidrostatskog tlaka na većoj dubini, a rezultantna sila prema gore je uzgon.
Arhimedov zakon nazvan je po Arhimedu iz Sirakuze koji je prvi otkrio ovaj zakon, a glasi: Tijelo uronjeno u tekućinu lakše je za težinu istisnute tekućine.
Dinamički uzgon (oznaka Fz) je sila koja djeluje na površinu tijela što se giba u plinu ili tekućini (fluid), a usmjerena je okomito na smjer neporemećenog strujanja prije susreta s tijelom.
{\displaystyle F_{z}={\frac {\rho \cdot v^{2}\cdot c_{z}}{2}}\cdot S}
gdje je {\displaystyle \mathbf {} \rho } gustoća fluida (tekućine ili plina),  {\displaystyle \mathbf {} v} brzina kretanja tijela kroz fluid, {\displaystyle \mathbf {} c_{z}} koeficijent uzgona (ovisi o obliku i položaju tijela), i {\displaystyle \mathbf {} S} je karakteristična površina tijela (izbor površine se radi prije određivanja koeficijenta uzgona, jer utječe na njega).
Postavi li se ploča pod kutom (manjim od 90°) prema smjeru strujanja zraka (ili, što je isto, ako se ploča giba nagnuta pod kutom prema svojemu smjeru gibanja kroza zrak), tada zbog nesimetrije silâ, koje djeluju s obiju strana ploče, na ploču djeluje sila kojoj se hvatište ne nalazi u geometrijskom središtu ploče. Giba li se ploča vodoravno, lagano uzdignutog prednjeg kraja, dinamički uzgon tjera ju uvis. Dinamički uzgon omogućava let zrakoplova, odnosno općenito let tijela gušćih od zraka.

### Plivanje i stabilnost
Kada fizikalno tijelo uronimo u bilo koju tekućinu, na njega djeluju dvije sile:
- uzgon Fu okomito prema gore i
- težina G okomito prema dolje.

Tijelo pliva kad je njegov uzgon veći od njegove težine, odnosno ako je lakše od težine istisnute vode. Ono će isplivati dotle dok je težina istisnute vode uronjenog dijela jednaka težini cijeloga tijela. Ako se to razmatranje prenese na jedinicu volumena (obujma) uronjenog tijela, doći ćemo do zaključka da čvrsta tijela plivaju ako im je gustoća manja od iste tekućine u kojoj plivaju.
Tijelo tone, to jest pada na dno, ako je njegova težina veća od uzgona, a lebdi u tekućini, to jest ostaje na mjestu gdje god ga stavimo u tekućinu, ako je njegova težina jednaka uzgonu. Iz izloženog proizlazi da šuplje tijelo od materijala, veće gustoće od tekućine (na primjer mora), može također plivati, na primjer čelični brod, jer je težina istisnute tekućine veća od težine šupljeg čeličnog broda. 

#### Registarska tona
Veličina trgovačkih brodova mjeri se njihovom sadržinom, to jest volumenom. Sadržina broda mjeri se takozvanim registarskim tonama. Registarska tona je mjerna jedinica za mjerenje sadržine broda i ima 100 kubnih engleskih stopa, što u metarskoj mjeri iznosi 2,823 m3. Razlikujemo bruto i neto sadržinu. Bruto sadržina je ukupan volumen cijele unutrašnjosti brodskog trupa do gornje palube. Neto sadržina je volumen samo onih prostorija koje služe za prijenos robe. 

#### Podmornica
Podmornica ima tankove koji se mogu puniti i prazniti pomoću sisaljki (pumpi). Punjenjem tankova težina podmornice postaje veća od uzgona i podmornica može zaroniti. Pražnjenjem tankova težina podmornice postaje manja od uzgona i podmornica može izroniti. Reguliranjem punjenja tankova može se postići da uzgon podmornice bude baš jednak njenoj težini. U tom slučaju podmornica ostaje lebdjeti u dubini u kojoj se nalazi. 

#### Plovni dok
Na Arhimedovu zakonu osnivaju se i plovni dokovi koji služe za vršenje popravaka na brodovima. Kad se u tankove doka pusti voda, dok uroni, i u njemu se smjesti brod. Nakon toga se pomoću sisaljki izbaci voda iz tankova, plovni dok izađe iz vode i digne brod na površinu.

## Uzgon u zraku
Arhimedov zakon ne vrijedi samo za tekućine, nego i za plinove. Svako fizikalno tijelo u zraku, odnosno u plinu, izgubi toliko na težini koliko je težak istisnuti zrak, odnosno plin. Arhimedov zakon za plinove glasi: 
Svako tijelo u zraku ili u bilo kojem plinu postaje za onoliko lakše koliko važe istisnuti zrak, odnosno plin.
Uzgon u zraku dolazi do izražaja kod tijela koja su razmjerno lagana obzirom na svoj obujam (volumen). Tako na primjer tijelo obujma 1 m3 dobiva uzgon od 12,93 N (tijelo težine 1,293 kilograma i obujma 1 m3 bi lebdilo u zraku), jer je tolika težina 1 m3 istisnutog zraka. Ako je težina tog tijela manja od uzgona, tijelo će se dizati. U većim visinama, gdje je zrak rjeđi, uzgon je manji zbog manje gustoće zraka.
Baloni i zračni brodovi (dirižabli) zovu se zajedničkim imenom aerostati. Njihovo se dizanje osniva na uzgonu u zraku. Baloni se grade od platna presvučenog kaučukom (ili nekim modernijim sintetskim materijalom), a ispunjeni su lakšim plinom od zraka. Obično su punjeni vodikom koji je 14 puta lakši od zraka, ali mu je nedostatak što je lako upaljiv. Zato se baloni po mogućnosti pune helijem koji nije zapaljiv. Balon je otvoren prema dolje da suvišak plina može izaći ako unutarnji tlak plina veći od vanjskog tlaka (atmosferski tlak), jer bi inače balon mogao prsnuti. Preko lopte prebačena je mreža užeta na kojima visi gondola za smještaj ljudi i tereta. Uzmemo li da je težina mreže, gondole i tereta G, a težina plina u balonu ρp ∙ V ∙ g, gdje je V - volumen balona, ρp - gustoća plina, a g - ubrzanje zemljine sile teže (oko 9,81 m/s2), onda je cjelokupna težina balona Gu:
{\displaystyle G_{u}=G+\rho _{p}\cdot V\cdot g}
Ako je gustoća zraka ρz, onda je uzgon balona ρz ∙ V ∙ g, to jest jednak je težini istisnutog zraka. Balon će se dizati ako mu je cjelokupna težina manja od uzgona, to jest ako je:
{\displaystyle G+\rho _{p}\cdot V\cdot g<\rho _{z}\cdot V\cdot g}
pa će sila koja će balon dizati uvis biti:
{\displaystyle F=\rho _{z}\cdot V\cdot g-(G+\rho _{p}\cdot V\cdot g)}
ili pojednostavljeno:
{\displaystyle F=V\cdot g\cdot (\rho _{z}-\rho _{p})-G}
pa se F naziva pogonska sila balona ili zračnog broda.

## Vanjske poveznice
- Archimedes (engl.)
- Encyclopædia Britannica (engl.)
- Buoyant Forces  Arhivirana inačica izvorne stranice od 9. lipnja 2011. (Wayback Machine) (engl.)